# HD 131120
HD 131120，又名CD-37 9760，SAO 206037、HR 5543，是一颗恒星，视星等为5.03，位于銀經327.93，銀緯19.11，其B1900.0坐标为赤經14h 46m 34.4s，赤緯-37° 19.11′ 30″。